# 岩崎大輔 (ピアニスト)
岩崎大輔（いわさき だいすけ、1960年 - ）は、日本のピアニスト。

## 略歴
福岡市出身。5歳の時にピアノ教師の母からレッスンを受け始め、母の影響でクラシック、ポピュラーなど様々なジャンルを聴いて育つ。小学5年でジャズを演奏。15歳で明治生命ホールにて「岩崎大輔ポピュラーピアノリサイタル」を開催し成功を収める。当時最年少と言われたピアニストデビュー。また雑誌「中学時代などに「天才少年」として掲載される。
YAMAHAエルモーション（バンドコンテスト）ベストキーボード賞を2度にわたり受賞。1981年（21歳）米ボストン・バークリー音楽院へ留学し、ピアノ、作曲、編曲、和声学等を学ぶ（ピアニスト小曽根真は同期で、現在も親交を持つ。）。帰国後、東京を拠点にジャズを中心とした内外のトップミュージシャン（日野元彦、中本マリ、鈴木良雄、村上寛、大野えり、ITS、廣木光一他多数）との活動の傍ら、中南米音楽・シャンソン・カンツォーネなど多岐に渡るポピュラー音楽の演奏・編曲者としてもその才能を発揮していく。
1985年にデビューアルバムDAISUKE （岩崎大輔トリオ）、翌年Jazz on Classic、Dance Funをリリース。また1988年福岡時代から面識があった勝木ゆかり、深浦昭彦両氏のユニットS.E.N.S.のデビュー時にNHK 『海のシルクロード』のピアニストとして参加。演奏だけではなく編曲なども手伝う。
その後、1991年にTVドラマ『もう誰も愛さない』、ミュージカル Far East Storyの音楽を担当。他に大手企業の広告音楽の制作等々多方面からオファー殺到。1995年に開催された第18回夏季ユニバーシアード福岡大会ではマスコットキャラクターカバプーを題材とした『カパプーの絵かき歌』を作曲。1997年NHKドラマ新銀河『愛情旅行』の音楽担当。同年SONYプレイステーション用ゲームソフト『リフレインラブ』（日本初のトレンディードラマ仕立てのゲーム）の音楽担当。同タイトルのCDを発売するなど新しい分野にもチャレンジ。同年ガーシュイン作でクラシックの要素もある『ラプソディ・イン・ブルー』をゲストピアニストとして福岡市民オーケストラと初共演。1998年春日市スプリングホール、福岡市電気ホールにて金獅子太鼓と邦楽、ジャズ、クラシックの融合したコンサートをプロデュース。その後、多くのコンサート、イベント、CD・DVD制作を行う。
1999年には全曲オリジナルCD DAISUKE 2ND STAGE（岩崎大輔）を発表し、アクロスシンフォニーホール（福岡市）に於いて『音楽生活20周年記念コンサート』を開催。ピアノ、ベース、ドラム、箏、ストリングス 総勢16人からなるオーケストラ編成をすべて自身で編曲。2000年春日市弥生の里音楽祭のオープニング、ファイナルコンサートの音楽監督を務める。春日市とは縁があり、1995年より20年以上に渡り、ミュージシャン・プロデューサーとして多くの演奏会に起用される。2001〜02年福岡市民芸術祭のオープニングコンサートの音楽監督を務め、管弦楽編成のアジアンポップスオーケストラ（中国、韓国、日本の民族楽器も含む）でアジアを意識した演奏会を行う。2004年初のピアノソロアルバムCD『アーバン・クロスロード』発表。また2004〜08年、5回に渡り童謡唱歌「うたの玉手箱」コンサートの音楽監督を務める。2009年韓国の歌手パク・ラオンのCD My Secret/Park Raonに参加。日本CDデビューに貢献。
2010年ニュージャージ州フォートリーで行ったレコーディングは、ドラマーのアル・フォスター氏（ジャズ界の巨人ソニー・ロリンズ、マイルス・デイビス氏らと共演）、ベーシストのデビッド・フィンク氏（ジャズ界の巨人ピアニスト ハンク・ジョーンズ氏と共演）との共演。同年、完成したリーダーアルバムCD CORNER OF THE STREETをリリース（JAZZ LIFE 2010年5月号にインタビュー記事掲載）。2014年、水城大提築造1350年記念事業福岡発市民ミュージカル『ASUKA』の音楽監督を務める。藤村信一による書き下ろし脚本に20曲以上全てオリジナルで作編曲。尺八、ビオラ、キーボード、ピアノ、ベース、ドラム、パーカッションの7人編成の生演奏を上演で行う。完成したCDアルバムでは尺八、ビオラを除いて演奏は全て単独でコンピューター制作。ミキシング、CDジャケットのデザインを含めるとおよそ500時間を費やす。

## 人物
2歳上の姉と二人兄弟。母は85歳まで現役のピアノ教師で、若い頃からタンゴや映画音楽など多様なジャンルを好んで聴いた。小学5年の頃には耳で聴いた曲を、「瞬時に伴奏付で演奏する少年」と話題になり、テレビ、ラジオに多数出演。中村八大氏とも縁があり、将来へのアドバイスや太田幸雄氏を紹介される。また当時ウィーン国立音楽アカデミー留学から帰国したばかりの福田伸光氏に出会い、高校時代までクラシック音楽を師事。音楽の幅広さを学ぶ。 1992年東京での大活躍の最中、故郷福岡へ帰る決意を固める。福岡に戻り、雷山キャンプ場（現・福岡県糸島市）の山の中に住居兼スタジオを構える。 2008年ポピュラー音楽初の福岡市文化賞を受賞。2009年福岡女子短期大学客員教授に就任。

## ディスコグラフィー
- 1985年  DAISUKE （岩崎大輔トリオ） (日本コロムビア)
- 1986年 Jazz on Classic  (日本コロムビア) Dance Fun  (日本コロムビア)
- 1997年 『リフレインラブ〜あなたに逢いたい〜』(ポニーキャニオン) ※SONYプレイステーション用ゲームソフト、同タイトルCD
- 1999年  DAISUKE 2ND STAGE （岩崎大輔）
- 2004年 『アーバン・クロスロード』 ※ピアノソロアルバム
- 2010年  CORNER OF THE STREET ※ニューヨーク録音のリーダーアルバム
- 2015年 CD ASUKA (福岡発市民ミュージカル『ASUKA』より)

## 主な音楽活動

### 主なマスコミ関係・音楽担当
- 1988年 NHK『海のシルクロード』（ピアノ、編曲）日本テレビ『Weekend Jazz』(「岩崎大輔プレイズ ウォルトディズニー」と題して出演) ミュージカル『Far East Story』
- 1989年 TBSドラマ 『奥様は腕まくり』の音楽に参加。
- 1991年 フジテレビドラマ 『もう誰も愛さない』音楽監督。
- 1993年 NHK 『九州のうた』 チューリップ 「 心の旅 」 で九響と共演。
- 1995年 ユニバーシアード福岡大会マスコットNHK 『カパプーの絵かき歌』作曲
- 1997年 NHKドラマ新銀河『愛情旅行』 SONYプレイステーション用ゲームソフト 『リフレインラブ〜あなたに逢いたい〜』音楽制作 ※同タイトルCD発売
- 2010年 FM福岡放送局制作の舞台劇 『月のしらべと陽のひびき』

### 主なCM音楽制作
- 1988年 三菱電機（株） 企業プロモーションビデオ
- 1992年 本田技研工業（株）セダン型小型乗用車 『アスコットイノーバ』 プロモーションビデオ
- 1994年 大分県観光PRのCM、ゴマ焼酎・紅乙女（紅乙女酒造）のCM音楽製作
- 2011年 ラーメンチェーンレストラン一風堂CM

### コンサート プロデュース＆音楽監督歴
- 1995年 春日市スプリングホールにて 『The Real Music』オリジナル曲中心のコンサート開催。
- 1996年 福岡市あいれふホールにてソロピアノリサイタル 『九州の詩』
- 1996年 春日市スプリングホールにて 『KASUGA Super Jazz4』
- 1998年 春日市スプリングホール、福岡市電気ホールにて「金獅子太鼓」と邦楽、ジャズ、クラシックの融合したコンサートをプロデュース。
- 1999年 福岡市アクロスシンフォニーホールにて 『音楽生活20周年記念コンサート』 開催。
- 2000年 春日市弥生の里音楽祭のオープニング、ファイナルコンサート
- 2004-10年 福岡県春日市主催 ふれあいジャズコンサート（計7回）
- 2004-08年 童謡唱歌 『うたの玉手箱』 コンサート（計5回）
- 2005年 福岡市福銀ホールにて 『太平洋戦争終戦60年追悼コンサート』 開催
- 2006〜07年 Jazz at Acrossコンサート（アクロス福岡主催）の企画、構成、演奏に携わる。（計3回）
- 2009年 ふくおか県民文化祭2009 『岩崎大輔とスペシャルオーケストラin桂川』
- 2009-11年 北九州ジャズコレクション（計3回）
- 2010年 福岡県糸島市・市制誕生記念コンサート
- 2014年『岩崎大輔とスペシャルオーケストラ in 桂川』
- 2014年 水城大提築造1350年記念事業 福岡発市民ミュージカル 『ASUKA』

### その他主な演奏活動
- 1994年 ベース奏者 リチャード・デイビス ジャパンツアー’94参加。
- 1997年 福岡市民オーケストラとガーシュインのラプソディーインブルーを共演。
- 2000年 北九州交響楽団ガーシュイン作「ラプソディーインブルー」共演。
- 2001-02年 福岡市民芸術祭のオープニングコンサート（計2回）※アジアンポップスオーケストラ結成。
- 2007年「デ クアトロ オハス」(タンゴ、ラテンバンド)を結成。

### 主なCD参加＆制作作品
- 1992年 CD 『コーヒーは愛の香り / 宇野ゆう子』(ビクター音楽産業)の制作
- 1999年 CD 『JINMEI PROJECT / 原田迅明』
- 1999年 CD 『INAMIST / 田部俊彦』の演奏とプロデュース担当。
- 1999年 CD 『島に咲く花 / 群青の海』制作。
- 1999年 CD 『シンビエント・ワールド /TOMOKO』 箏奏者の作・編曲プロデュース担当
- 2001年 CD 『メモリーズ / JINMEI PROJECT』
- 2003年 CD 『NADECICO /中本マリ』 に参加。
- 2003年 福岡県赤池町童謡アルバム 『うたがき』制作。
- 2004年 和太鼓奏者 筑紫寿楽(博多金獅子太鼓) 『獅子咆哮』制作。
- 2005年 ジャズボーカリスト河原厚子アルバム 『ウォータースプライト』制作。
- 2006年 コントラバス奏者 深沢功アルバム 『ミュージック・ミュージック』
- 2009年 韓国歌手パク・ラオン 日本デビューCD 『My Secret / Park Raon』制作協力。
- 2011年 CD 『ファゴットランド / 埜口浩之』(ファゴット奏者) 制作。
- 2011年 CD 『My Romance Car / Park Ra On』 韓国歌手パク・ラオン2枚目のCDアルバムを全面的にサポート。
- 2012年 CD 『URGE / JINMEI PROJECT』
- 2014年 CD 『KARAN / 森下香蘭』 (ビオラ奏者) 制作
- 2015年 CD 『ASUKA』 (ミュージカル“ASUKA”より) 制作
- その他、韓国において9作品のC Dアルバム制作。

### その他主な作曲活動
- 1993年 ピアノ曲『海峡の詩組曲』、和太鼓組曲『天翔ける人』を作曲。
- 2000年 福岡県春日市文化スポーツ振興公社の委託を受け交響曲『春日』作曲。
- 2002年 交響詩 『菅原道真』 発表。